# Dự án đường ống dẫn khí Lô B - Ô Môn
Dự án đường ống dẫn khí Lô B - Ô Môn là một dự án đường ống dẫn khí thiên nhiên tại Việt Nam. Công ty Điều hành Đường ống Lô B - Ô Môn (BPOC), thuộc Tổng Công ty Khí Việt Nam-CTCP (PVGAS) chịu trách nhiệm trong việc triển khai dự án. Đường ống dẫn khí Lô B/52 - Ô Môn vận chuyển khí tự nhiên từ giàn xử lý trung tâm CPP đặt tại Lô B&52 tới Nhà máy điện Cà Mau, Ô Môn và các vùng công nghiệp lân cận trong tỉnh dọc theo tuyến ống đi qua.
Việc triển khai tại giàn CPP sẽ được thực hiện bởi Chevron bao gồm các thiết bị của tuyến ống trên giàn CPP và phần ống đứng từ mặt bích của dòng khí ra của thiết bị đo đếm khí đến mặt bích của dòng khí ra của van cô lập đặt ngầm dưới biển SSIV.
Tuyến ống khởi nguồn từ giàn CPP và bao gồm những phần sau:
- Khoảng 90 m ống đứng và các thiết bị trên giàn CPP;
- Khoảng 246 km đường ống đi ngầm dưới biển;
- Phần tiếp bờ;
- Trạm tiếp bờ Mũi Tràm-Cà Mau (LFS);
- Khoảng 152,4 km đường ống trên bờ bao gồm các trạm van ngắt tuyến;
- Đường ống từ trạm van số 2 đến trạm phân phối khí Cà Mau;
- Trạm phân phối khí Cà Mau;
- Trung tâm phân phối khí Ô Môn - Cần Thơ;

Mục tiêu đầu tư của dự án này nhằm góp phần vào sự phát triển kinh tế các tỉnh miền Tây Nam Bộ và bảo đảm nguồn cấp khí/điện ở Việt Nam.
Tiến độ hoàn thành đường ống dẫn khí ngoài khơi, trên bờ là vào quý 1 năm 2014.